# All Lights Fucked on the Hairy Amp Drooling
Albums de Godspeed You Black Emperor!
f#a#∞
(1997)
All Lights Fucked on the Hairy Amp Drooling est la première œuvre du groupe Godspeed You! Black Emperor sortie en cassette en décembre 1994. Le groupe était alors composé de seulement trois membres : Efrim Menuck, Mauro Pezzente (en) et Mike Moya (en). Cette œuvre, produite sur 33 cassettes seulement, était considérée comme perdue pour le public pendant plus de 27 ans: la seule copie revendiquée étant celle du label du groupe, Constellation Records, dont aucune publication n'était envisagée .
Des extraits de la cassette ont fuité en 2013, puis l'intégralité de la cassette a été mise en ligne par un utilisateur de 4chan en 2022; Constellation Records, qui n'avait pas répondu pendant un temps, a alors publié la cassette sur Bandcamp,.

## Contexte et réapparitions
Selon une interview d'Efrim Menuck, seulement 33 copies All Lights Fucked on the Hairy Amp Drooling ont été publiées parce qu'il s'agissait de « tout ce [qu'il] pouvait se permettre » (en référence aux coûts de l'auto-production),. Selon le magazine Nashville Scene (en), « les cassettes ont été perdues aussi vite qu'elles ont été vendues ».
Dans une interview de 2010, Menuck a affirmé que All Lights était un album de « rock vocal » qui n'a pas beaucoup de choses en commun avec les futurs travaux du groupe, et qu'il « continue à espérer que [l'album] va réapparaître sur Internet, sauf que ça n'arrive jamais ». Dans  une autre interview, Menuck a indiqué que l'album était un enregistrement multipiste réalisé grâce au Portastudio.

### Réapparitions

#### 2013
En 2013, un utilisateur de Reddit affirmant qu'il avait acheté une copie de la cassette à Moncton a mis en ligne des photos de la cassette et les deux derniers morceaux de la face A,. Le compte en question a été supprimé peu de temps après cet incident, conduisant la majorité de la presse spécialisée à penser que cette réapparition était un canular.

#### 2022
Le 4 février 2022, un utilisateur de 4chan a posté un lien Mega vers l'album dans son intégralité, qui fut rapidement publié sur YouTube. Constellation Records a dans un premier temps refusé de commenter l'évènement; puis, le 14 février, le groupe a publié l'album sur leur page Bandcamp, confirmant ainsi l'authenticité des deux précédentes fuites.
La description de l'album sur Bandcamp indique que l'album est une « lettre de retraite » enregistrée au milieu 1993. Le seul musicien sur la majorité de l'album était Menuck, avec quelques contributions de Pezzente et de deux invités, Dano Leblanc pour la guitare acoustique, et la compagne de Menuck à l'époque (crédité en tant que "D.C."). Tous les profits des ventes de l'album sur Bandamp ont été reversés pour une campagne de la CJPME (en) afin de fournir de l'oxygène dans la bande de Gaza.
Dans une interview pour Kreative Kontrol, Menuck a affirmé que, bien qu'il ne regrette pas la re-sortie de la cassette, celle-ci n'était « pas du Godspeed »:

« Je ne pense pas que cette cassette était une erreur, elle ne m'embarasse pas. [...] Si j'étais plus jeune, je l'aurais juste mise sur SoundCloud. Ça ne me dérange pas, vous savez ? C'est juste vous avez dit que ce n'est pas du Godspeed, et c'est irrespectueux envers mes amis avec qui j'ai joué pendant près de 30 ans de présenter ce truc qui se résume à moi dans une petite pièce, vous savez ? »

## Liste des titres

### Cassette originale
Les durées données ci-dessous sont approximatives.
| Face A | Face A                                      | Face A | Face A | Face A | Face A | Face A | Face A | Face A | Face A |
| No     | Titre                                       | Durée  |        |        |        |        |        |        |        |
| ------ | ------------------------------------------- | ------ | ------ | ------ | ------ | ------ | ------ | ------ | ------ |
| 1.     | Drifting Into Open                          | 0:49   |        |        |        |        |        |        |        |
| 2.     | Shot Thru Tubes                             | 0:36   |        |        |        |        |        |        |        |
| 3.     | Threethreethree                             | 3:09   |        |        |        |        |        |        |        |
| 4.     | When All the Furnaces Exploded              | 1:48   |        |        |        |        |        |        |        |
| 5.     | Beep                                        | 1:39   |        |        |        |        |        |        |        |
| 6.     | Hush                                        | 1:43   |        |        |        |        |        |        |        |
| 7.     | Son of a Diplomat, Daughter of a Politician | 1:58   |        |        |        |        |        |        |        |
| 8.     | Glencairn 14                                | 1:19   |        |        |        |        |        |        |        |
| 9.     | $13.13                                      | 4:08   |        |        |        |        |        |        |        |
| 10.    | Loose the Idiot Dogs                        | 5:31   |        |        |        |        |        |        |        |
| 11.    | Diminishing Shine                           | 5:10   |        |        |        |        |        |        |        |
| 12.    | Random Luvly Moncton Blue(s)                | 3:14   |        |        |        |        |        |        |        |
| 13.    | Dadmomdaddy                                 | 3:21   |        |        |        |        |        |        |        |
| 34:35  |                                             |        |        |        |        |        |        |        |        |

| Face B | Face B                                                 | Face B | Face B | Face B | Face B | Face B | Face B | Face B | Face B |
| No     | Titre                                                  | Durée  |        |        |        |        |        |        |        |
| ------ | ------------------------------------------------------ | ------ | ------ | ------ | ------ | ------ | ------ | ------ | ------ |
| 14.    | 333 Frames Per Second                                  | 3:38   |        |        |        |        |        |        |        |
| 15.    | Revisionist Alternatif Wounds to the Hairkut Hit Head  | 2:07   |        |        |        |        |        |        |        |
| 16.    | Ditty for Moya                                         | 1:04   |        |        |        |        |        |        |        |
| 17.    | Buried Ton                                             | 3:24   |        |        |        |        |        |        |        |
| 18.    | And the Hairy Guts Shine                               | 2:03   |        |        |        |        |        |        |        |
| 19.    | Hoarding                                               | 3:47   |        |        |        |        |        |        |        |
| 20.    | Deterior 23                                            | 1:47   |        |        |        |        |        |        |        |
| 21.    | All Angels Gone                                        | 5:59   |        |        |        |        |        |        |        |
| 22.    | Deterior 17                                            | 3:14   |        |        |        |        |        |        |        |
| 23.    | Deterior Three                                         | 2:50   |        |        |        |        |        |        |        |
| 24.    | Devil's In the Church                                  | 1:02   |        |        |        |        |        |        |        |
| 25.    | No Job                                                 | 0:27   |        |        |        |        |        |        |        |
| 26.    | Dress Like Shit                                        | 1:41   |        |        |        |        |        |        |        |
| 27.    | Perfumed Pink Corpses from the Lips of Ms. Celine Dion | 1:04   |        |        |        |        |        |        |        |
| 34:07  |                                                        |        |        |        |        |        |        |        |        |

### Version numérique
La version numérique de l'album consiste en quatre pistes, chacune représentant la moitié d'une des faces de l'album.
| 1.      | Side A1 | 17:23 |
| 2.      | Side A2 | 17:45 |
| 3.      | Side B1 | 17:51 |
| 4.      | Side B2 | 16:35 |
| 1:09:34 |         |       |

## Crédits
- Efrim Menuck : chant, tous les instruments
- Mauro Pezzente (en) : basse
- "D.C." (compagne de Menuck de l'époque) : chant sur $13.13
- Dano Leblanc : Guitare acoustique